# Centro Rose para a Terra e o Espaço
O Centro Rose para a Terra e Espaço (The Rose Center for Earth and Space, em inglês) faz parte do Museu Americano de História Natural na cidade de Nova York. O nome completo é Centro de Frederick Phineas e Sandra Priest Rose para a Terra e o Espaço, do inglês "The Frederick Phineas and Sandra Priest Rose Center for Earth and Space". A entrada principal está localizada no lado norte do museu, na 81st Street, perto da avenida Central Park West. Neil deGrasse Tyson é o primeiro e atual director.